# HMS Hawkins (D86)
Pour les articles homonymes, voir Hawkins.
Le HMS Hawkins est un croiseur lourd, navire de tête de sa classe construit pour la Royal Navy pendant la Première Guerre mondiale.
Construit à l'arsenal de Chatham à partir du 3 juin 1916, il est lancé le 1er octobre 1917 et entre en service actif à compter du 25 juillet 1919.

## Historique
Navire-amiral de la 5e escadre de croiseurs légers basée en mer de Chine, il devient en décembre 1929 le navire-amiral de la 2e escadre opérant dans l’Atlantique (Atlantic Fleet). En mai 1930, il est retiré du service, placé en réserve et utilisé par les élèves-officiers de la Royal Navy.

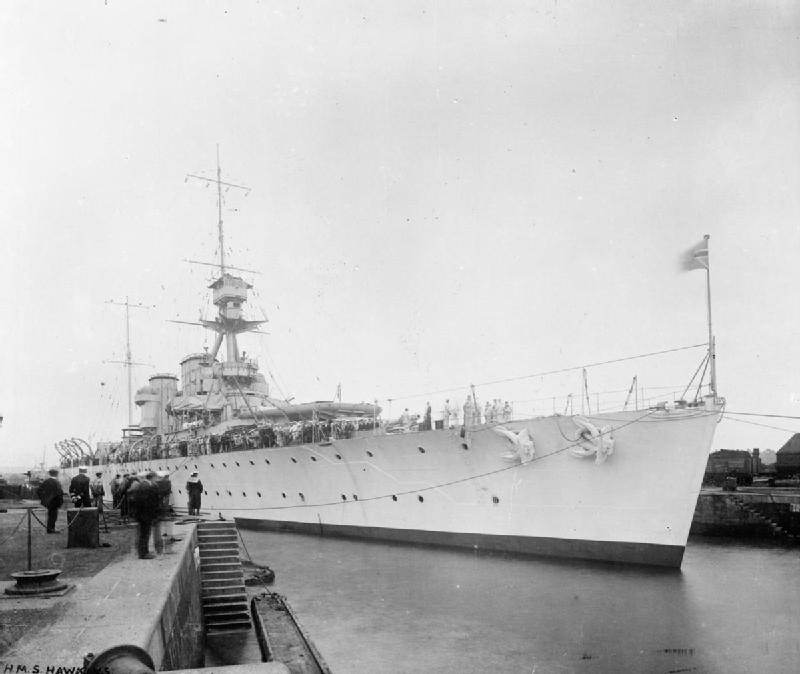
Le Hawkins à quai, probablement durant l'entre-deux-guerres.

Lorsque la Seconde Guerre mondiale éclate en Europe, il retrouve du service et est immédiatement déployé en Amérique du Sud. Il devient navire-amiral du Rear admiral Henry Harwood peu après la bataille du Rio de la Plata, patrouillant au large de la côte Sud-Américaine jusqu'au sud des Malouines. Le croiseur appareille de Montevideo le 5 septembre 1940 pour rejoindre Simon's Town (Afrique du Sud) en vue d'une remise en état. Après un radoub de plusieurs semaines, il opère au large de Freetown au cours duquel il sauve neuf membres d'équipage du pétrolier SS British Premier (en), torpillé par l'U-65.
En février 1941, il opère au large de la corne de l’Afrique et dans l’océan Indien où de nombreux navires marchands allemands et italiens sont arrêtés. S'ensuit une période de cale sèche à Simon's Town entre le 10 et le 28 octobre, avant son départ le 2 novembre pour le Royaume-Uni.
Les travaux s’achevant en mai 1942, le Hawkins rejoint l'Eastern Fleet et escorte des navires au large des côtes de l'Afrique, comprenant des périodes en cale sèche pour des réparations et des rénovations.
Au printemps 1944, le Hawkins est déployé dans la Manche dans le cadre des préparatifs de l’opération Neptune. Il participe à l’opération Tiger, une répétition grandeur nature du débarquement, qui se solde par un terrible échec du fait de l’intervention de vedettes rapides allemandes. Le 6 juin 1944, il mouille au large d’Utah Beach et bombarde les batteries de Saint-Martin-de-Varreville et de Maisy. Utilisé ensuite comme brise-lames au sein du Gooseberry 4 devant Courseulles-sur-Mer, il continue d’appuyer par le feu la progression des forces terrestres alliées en Normandie jusqu'à la fin du mois de juin avant de retourner en Grande-Bretagne.
À nouveau utilisé par les élèves-officiers de la Royal Navy à compter d’août 1944, il est ensuite retiré du service actif et placé en réserve en 1945. Utilisé comme cible au profit des Avro Lincoln de la Royal Air Force au large de Spithead, il est vendu pour démolition le 21 août 1947 et démoli à Dalmuir à compter de décembre.